# Balma
Balma is een gemeente in het Franse departement Haute-Garonne (regio Occitanie). De gemeente telde 17.431 inwoners op 1 januari 2022. De plaats maakt deel uit van het arrondissement Toulouse.

## Geschiedenis
Vanaf de middeleeuwen hing Balma af van de aartsbisschoppen van Toulouse. Zij droegen de titel van baron van Balma. De groei van de gemeente hangt samen met de luchtvaart en het krijgswezen. In 1923 kwamen er hangars voor zeppelins van het Franse leger. Er kwam een kazerne voor parachutisten (eerst het 14e Regiment Parachutisten en later het 11e Regiment Parachutisten). Ook de Direction générale de l'Armement (DGA) is gevestigd in Balma. Tijdens de Tweede Wereldoorlog bouwden de Duitsers een militaire luchthaven in de gemeente, het aérodrome de Lasbordes. Dit werd later een luchthaven voor sportvliegtuigen.

## Geografie
De oppervlakte van Balma bedroeg op 1 januari 2022 16,59 vierkante kilometer; de bevolkingsdichtheid was toen 1.050,7 inwoners per km². De gemeente grenst in het westen aan Toulouse en vormt met deze stad een stedelijke agglomeratie. De autosnelweg A61 en de rivier Hers-Mort of Petit-Hers scheiden Balma van Toulouse.
De onderstaande kaart toont de ligging van Balma met de belangrijkste infrastructuur en aangrenzende gemeenten.

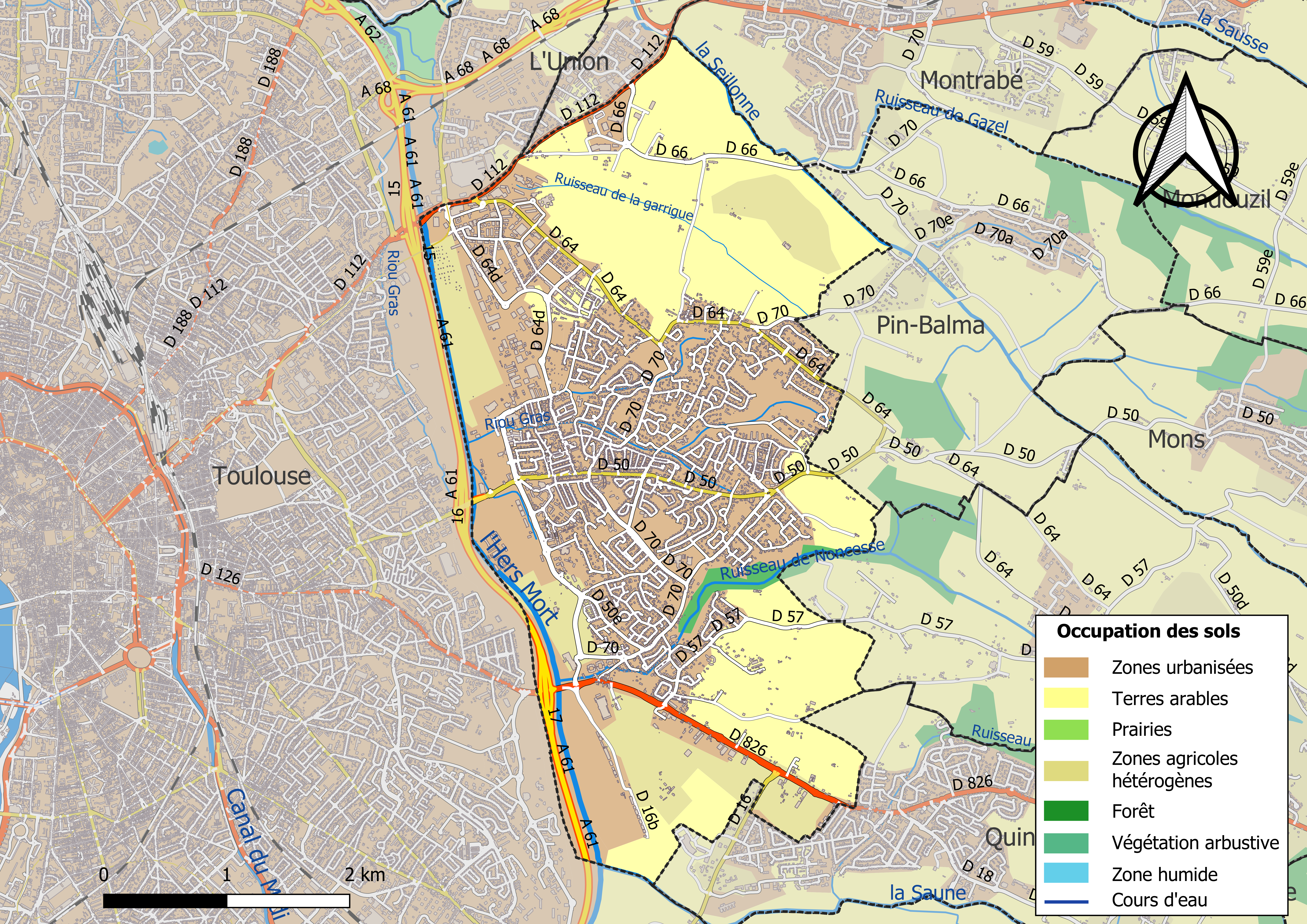

## Demografie
De bevolking van de gemeente is sinds 1800 exponentieel gestegen. Dit was vooral het geval na de Tweede Wereldoorlog.
Onderstaande figuur toont het verloop van het inwonertal (bron: INSEE-tellingen).

## Verkeer en vervoer
De autosnelweg A61 loopt langs de gemeente.
De gemeente is aangesloten op de metro van Toulouse.